# Straight Up
| 전문가 평가                   | 전문가 평가 |
| 평가 점수                     | 평가 점수   |
| 출처                          | 점수        |
| ----------------------------- | ----------- |
| AllMusic                      | [ 1 ]       |
| Christgau's Record Guide      | B−          |
| Encyclopedia of Popular Music | [ 3 ]       |
| The Great Rock Discography    | 7/10        |
| Mojo                          | [ 5 ]       |
| MusicHound                    | 5/5         |
| Q                             | [ 7 ]       |
| Record Collector              | [ 8 ]       |
| The Rolling Stone Album Guide | 3.5/별      |
| Uncut                         | [ 9 ]       |

《Straight Up》은 1971년 12월, 미국에서, 1972년 2월, 영국에서 발매된 웨일스의 록 밴드 배드핑거의 네 번째 스튜디오 음반이다. 비틀즈의 애플 레코드에서 발행된 이 음반에는 히트 싱글인 〈Day After Day〉와 〈Baby Blue〉, 그리고 이와 비슷하게 인기 있는 〈Name of the Game〉이 포함되어 있는데, 모두 가수이자 기타리스트인 피트 햄이 작곡했다. 이 음반은 부분적으로 밴드의 음악적 방향에 대한 애플 레코드의 개입의 결과로 배드핑거의 이전 발매 음반의 더 록 중심적인 사운드에서 벗어났다.
《Straight Up》이 된 것에 대한 제작은 9개월 동안 지속되었으며, 그 시작으로 그룹은 투어 약속 사이에 프로듀서 제프 에머릭과 함께 한 음반의 가치 있는 녹음을 했다. 애플이 이러한 녹음을 보류하기로 결정하자 조지 해리슨이 제작을 맡았지만, 배드핑거도 공연한 콘서트 포 방글라데시와 관련된 행사에 불쾌감을 느끼게 되었다. 해리슨은 그 후 대부분의 음반 녹음을 감독했던 미국인 프로듀서 토드 룬드그렌에게 프로젝트를 넘겼다.
비록 《Straight Up》은 발매 당시 비평가들로부터 엇갈린 반응을 얻었지만, 많은 비평가들은 이제 《Straight Up》을 밴드의 최고 음반으로 간주한다. 《롤링 스톤》의 비평가 데이비드 프리케는 이 음반을 "배드핑거의 파워 팝 정점"이라고 불렀다. 이 음반은 1993년 CD로 재발행되어 보너스 트랙과 함께 2010년에 다시 리마스터링 되었다.

## 배경
배드핑거는 그들의 세 번째 음반인 《Straight Up》의 녹음에 앞서 호평을 받은 《No Dice》 (1970년)와 뉴욕 어가노에서 그 그룹을 미국에서 설립하는 데 도움을 준 일련의 호평을 받았다. 비틀즈 이후 첫 번째 솔로 음반인 《All Things Must Pass》에 대한 밴드의 기여에 대한 감사로 조지 해리슨은 어가노에서의 첫날 밤에 배드핑거를 소개했는데, 《서커스》의 제니스 샤흐트는 "한동안 대부분의 사람들은 조지 해리슨이 배드핑거를 보는 것을 보았고, 그리고 나서 모두가 배드핑거가 전직 비틀즈로부터 관심을 끌 수 있을 만큼 충분히 좋은 사람인지 알아차렸다"라고 보도했다.
미국 관객들에게 매력적이기는 하지만, 부분적으로 배드핑거가 애플 레코드의 행위를 통해서 비틀즈와의 연관성은 그들 자신의 정체성을 위조하려는 밴드의 시도를 계속해서 방해했다. 폴 매카트니가 작곡한 데뷔 히트곡인 〈Come and Get It〉을 연주하는 것에 이미 싫증이 난 배드핑거는 《Straight Up》을 제작하는 동안 비슷한 예술적 타협을 경험했다. 그룹 운영의 다른 영역에서, 1970년 11월, 네 멤버 모두 미국 에이전트 스탠 폴리와 매니지먼트 계약을 맺었고, 밴드는 글로스터셔주의 클리어웰 캐슬 일부를 작곡과 리허설을 위한 기지로 고용했다.

## 발매
미국에서 《Straight Up》은 빌보드 200에서 32주 동안 31위로, 정점을 찍은 반면 캐나다와 오스트레일리아의 음반 차트에서는 상위 20위 안에 들었다. 〈Day After Day〉는 미국 빌보드 핫 100에서 배드핑거의 가장 높은 차트를 기록한 싱글이 되었고, 4위로 정점을 찍었으며, 3월 4일, 미국 음반 산업 협회로부터 골드 인증을 받았다. 비록 이 음반은 영국의 톱 40 음반 차트에 오르지 못했지만, 〈Day After Day〉는 10위로 정점을 찍으며 영국에서 세 번째 톱 10 히트곡이 되었다.

## 곡 목록
| #  | 제목                 | 작사·작곡           | 재생 시간 |
| -- | -------------------- | ------------------- | --------- |
| 1. | 〈Take It All〉      | 피트 햄             | 4:25      |
| 2. | 〈Baby Blue〉        | 햄                  | 3:37      |
| 3. | 〈Money〉            | 톰 에번스           | 3:29      |
| 4. | 〈Flying〉           | 에번스, 조이 몰랜드 | 2:38      |
| 5. | 〈I'd Die Babe〉     | 몰랜드              | 2:33      |
| 6. | 〈Name of the Game〉 | 햄                  | 5:19      |

| #   | 제목                      | 작사·작곡 | 재생 시간 |
| --- | ------------------------- | --------- | --------- |
| 7.  | 〈Suitcase〉              | 몰랜드    | 2:53      |
| 8.  | 〈Sweet Tuesday Morning〉 | 몰랜드    | 2:31      |
| 9.  | 〈Day After Day〉         | 햄        | 3:11      |
| 10. | 〈Sometimes〉             | 몰랜드    | 2:56      |
| 11. | 〈Perfection〉            | 햄        | 5:07      |
| 12. | 〈It's Over〉             | 에번스    | 3:34      |